# شاتر (فیلم ۲۰۰۸)
شاتر (به انگلیسی: Shutter) فیلمی است محصول سال ۲۰۰۸ و به کارگردانی ماسایوکی اوچیای است. در این فیلم بازیگرانی همچون جاشوا جکسون، ریچل تیلور، مگومی اوکینا، جان هنسلی، دیوید دنمان، جیمز کایسون و دیزی بتس ایفای نقش کرده‌اند.